# 유퇴
유퇴(劉退, ? ~ 기원전 111년) 또는 유막(劉邈)은 전한 중기의 제후로, 하간헌왕의 아들이다.

## 행적
원삭 원년(기원전 126년), 누후(蔞侯)에 봉해졌다.
누절후 16년(기원전 111년)에 죽으니 시호를 희라 하였고, 작위는 아들 유영이 이었다.

## 출전
- 사마천, 《사기》 권21 건원이래왕자후자연표
- 반고, 《한서》 권15상 왕자후표 上